# Fagertjärnarna, Dalarna
Fagertjärnarna är en sjö i Mora kommun i Dalarna och ingår i Dalälvens huvudavrinningsområde.